# Elling Holst
Elling Bolt Holst (født 19. juli 1849 i Drammen, død 2. september 1915) var en norsk matematiker.
Holst blev realkandidat 1874 og var 1874-76 ansat ved det norske meteorologiske institut. I 1876 blev Holst stipendiat i matematik, og 1894 docent i faget ved universitetet; han var tillige 1891—1912 overlærer ved Kristiania tekniske skole.
I 1878 vandt Holst universitets guldmedalje for afhandlingen: Om Poncelets Betydning for Geometrien (1878), 1882 tog han doktorgrad med Et Par syntetiske Metoder især til Brug ved Studiet af metriske Egenskaber. Ved siden heraf publicerede han matematiske afhandlinger i fagtidsskrifter, deriblandt et bevis for algebraens fundamentalsætning i Acta mathematica (1886), samt udgav forskellige lærebøger.

## Forfatterskab
En sygdoms fremskreden hæmmede Holsts produktion i de senere år og bragte ham i 1912 til at forlade universitetet. Siden Kristiania Arbejderakademis stiftelse (1885) holdt Holst hvert år foredrag der over den elementære matematik. Foruden ved sin videnskabelige og pædagogiske virksomhed, blev Holst et kendt navn som forfatter af børnebøger og som kunstven. 
Ligesom E.T.A. Hoffmann blev forfatter af verdenskendte børnebøger, da han som far var stærkt utilfreds med de børnebøger, der hidtil var blevet udgivet, udgav Holst for sin søn Norsk Billedbog for Børn (med tegninger af Eivind Nielsen og med melodier af Holst, 1. og 2. samling, 1888—90). Udgivelsen var mest bygget på hans egne minder; et lignende stof bearbejdede han i Barneminder og andre Smaatubber for Barn (1897).
Som ivrig kunstven var han 1897 blevet formand i Nationalgaleriets direktion.